# Eutichurus madre
Eutichurus madre là một loài nhện trong họ Miturgidae.
Loài này thuộc chi Eutichurus. Eutichurus madre được miêu tả năm 1994 bởi Bonaldo.